# Borislav Simendić
Borislav Simendić (Osijek, 21. svibnja 1953. - ), srpski znanstvenik, "diplomirani inženjer tehnologije, odsek hemijsko inženjerstvo", "doktor tehničkih nauka".

## Životopis
Od rođenja živio u Belom Manastiru, gdje je s odličnim uspjehom završio osnovnu i srednju školu (gimnaziju). U drugom razredu gimnazije, na republičkom (Hrvatska) natjecanju iz kemije osvojio treće mjesto. Na novosadski Tehnološki fakultet, odsjek Hemijsko inženjerstvo, upisao se 1972. godine, a završio ga 1977. s prosječnom ocjenom 8,36, obranivši diplomski rad s temom "Anizotropija fizičko-mehaničkih osobina ispresaka porcelanske mase".
Godine 1978. zaposlio se u novosadskom poduzeću "Elektroporcelan" (danas AD Elpo-Elektroporcelan), gdje i danas radi na radnom mjestu direktora "Sektora kontrole kvaliteta". U toku radnog vijeka uglavnom je radio na poslovima razvoja elektroporculana i razvoja tehnologija koje ga prate, kao i na poslovima razvoja proizvodnje i razvoja informacijskih sustava. Nagrađen je godišnjom nagradom SOUR-a "Rade Končar" i kao inovator.
Govori engleski i njemački jezik.

## Stručni rad
Godine 1987. na novosadskom Tehnološkom fakultetu, odsjek Hemijsko inženjerstvo, odbranio je magistarski rad pod nazivom "Primena tufa kao zamena za feldspat u elektroporcelanskoj masi u industrijskim uslovima". Doktorsku disertaciju pod nazivom "Niskotemperaturno procesiranje sol-gel mulita" odbranio je 2003. godine na istom fakultetu.
Znanstvenim radom intenzivnije se počeo baviti 1987. godine nakon što je magistrirao. Do danas je objavio 18 "saopštenja i naučnih radova". Od 1990. godine, zajedno s prof. dr. Ljiljanom Radonić, učestvuje u znanstveno-istraživačkim radovima na području procesiranja sol-gel mulita, pri čemu je objavljeno 14 radova. Od toga su dva objavljena u časopisima od međunarodnog značaja (treći rad je u tisku), a četiri su izložena na međunarodnim kongresima. Preostala 4 rada objavljena su s drugim koautorima. (jn)

### Objavljeni radovi
- 1) B. Simendić: "Primena tufa kao zamena za feldspat u elektroporcelanskoj masi u industrijskim uslovima", magistarski rad, Tehnološki fakultet, Novi Sad, 1987.
- 2) B. Simendić: "Mogućnosti unapređenja tehničke funkcije u procesu osiguranja kvaliteta elektroporcelanskih izolatora", "Savetovanje SHD" (Srpsko hemijsko društvo), Novi Sad, 1988.
- 3) B. Simendić i Lj. Radonjić: "Niskotemperaturno procesiranje mulita", "Savetovanje SHD", Novi Sad, 1990. (poster)
- 4) B. Simendić i Lj. Radonjić: "Uticaj mikrostrukture gela na kristalizaciju mulita", "Savetovanje SHD", Beograd, 1994. (usmeno)
- 5) B. Simendić, S. Isakovski i J. Ranogajec: "Analiza mikrostrukture elektroporcelana obrazovanog na bazi tufa", I. kongres elektronske mikroskopije, Novi Sad, 1994. (usmeno)
- 6) B. Simendić, S. Isakovski i J. Ranogajec: "Analiza mikrostrukture elektroporcelana sa i bez tufa", I. kongres elektronske mikroskopije, Novi Sad, 1994. (usmeno)
- 7) B. Simendić i Lj. Radonjić: "Low temperature transformation of alumosilicates gels", Rimini (Italija), 1994. (poster)
- 8) B. Simendić i Lj. Radonjić: "Uticaj hidrolize TEOS-a na procesiranje mulita", TEOTES, Čačak, 1995. (poster)
- 9) B. Simendić i Lj. Radonjić: "Phase transformation during the heat treatment of sol-gel mullite", ESTEC 7, Balaton (Mađarska), 1998. (poster)
- 10) B. Simendić i Lj. Radonjić: "Low temperature transformation of alumosilicates gels", "Ceramics International", Vol. 24 (1998), str. 553-557.
- 11) B. Simendić i Lj. Radonjić: "Phase transformation during the heat treatment of sol-gel mullite", "Journal of Thermal Analyses and Calorimetry", Vol. 56 (1999), str. 199-204.
- 12) B. Simendić i Lj. Radonjić: "Uticaj primesa na procesiranje sol-gel mulita", Yucomat '99, Herceg-Novi, 1999. (poster)
- 13) B. Simendić i Lj. Radonjić: "Uticaj seedinga na transformaciju sol-gel mulita", "Savetovanje SHD, Beograd, 1999. (poster)
- 14) B. Simendić i Lj. Radonjić: "Uticaj mulitnih klica na transformaciju sol-gel mulita", Tehnološki fakultet, Novi Sad, 1999. (poster)
- 15) B. Simendić i Lj. Radonjić: "Effect of Fluorine Addition on the Sol-Gel Mullite Formation on the Low Temperature Formation of Mullite", "2nd International Conference of the Chemical Societies of the South-Eastern European Countries", Halkidiki (Grčka), 2000. (poster)
- 16) B. Simendić i Lj. Radonjić: "Effect of Additions on the Low Temperature Formation of Mullite", "The 14th Conference on Glass and Ceramics", Varna (Bugarska), 2002. (poster)
- 17) B. Simendić: "Niskotemperaturno procesiranje sol-gel mulita", doktorska teza, Tehnološki fakultet, Novi Sad, 2003.
- 18) B. Simendić i Lj. Radonjić: "Formation of Sol-Gel Mullite by Additions of Fluorine Ion" (u štampi u: "Journal of Thermal Analyses and Calorimetry")

### Važniji projekti
1. Jugoslavija, 1987. : Projekt unapređenja tehničke funkcije u OOUR-u "Elektroporcelan", rađen u okviru generalnog projekta na nivou SOUR-a "Rade Končar", Zagreb
2. Jugoslavija, 1988. : Projekt razvoja informacionog sistema u okviru pripreme proizvodnje elektroporcelana, rađen uz podršku konsultantske organizacije "Cinfo", Novi Sad
3. Nigerija, 1993.: Projekt izgradnje fabrike elektroporcelana za potrebe nigerijskog tržišta, rađen zajedno s "Energoprojektom", Beograd
4. Jugoslavija, 1994. : Projekt razvoja propanta za potrebe naftne industrije, rađen zajedno s Tehnološkim fakultetom u Novom Sadu i "Naftagasom", Novi Sad
5. Jugoslavija, prosinac 1997. - prosinac 1999. : Uvođenje sistema kvaliteta prema zahtjevima standarda ISO 9001